# Årets flyktingkvinna
Årets flyktingkvinna är ett pris på tusen euro som Finlands flyktinghjälp delat ut sedan 1998.

## Mottagare av priset
| År   | Mottagare               | Ursprungsland           |
| ---- | ----------------------- | ----------------------- |
| 1998 | Iman al-Hashem          | Irak                    |
| 1999 | Esther Leander          | Kenya                   |
| 2000 | Batulo Essak            | Somalia                 |
| 2001 | Lao Ig Lang             | Kambodja                |
| 2002 | Ibadet Fazliova         | Makedonien              |
| 2003 | Zahra Abdulla           | Somalia                 |
| 2004 | Nawal Al-Rikabi         | Irak                    |
| 2005 | Amran Mohamed Ahmed     | Somalia                 |
| 2006 | Zarmina Razai           | Afghanistan             |
| 2007 | Emina Arnautovic        | Bosnien och Hercegovina |
| 2008 | Sambeau Sam-Koskitanner | Kambodja                |
| 2009 | Fatbardhe Hetemaj       | Kosovo                  |
| 2010 | Nasima Razmyar          | Afghanistan             |
| 2011 | Saido Mohamed           | Somalia                 |
| 2012 | Malalai Rahim           | Afghanistan             |
| 2013 | Mi Mi Po Hti            | Myanmar                 |
| 2014 | Kazhal Ali Ibrahim      | Irak                    |
| 2015 | Theresa Ngouth          | Sydsudan                |
| 2016 | Rita Kostama            | Rwanda                  |
| 2017 | Bahar Mozaffari         | Iran                    |
| 2018 | Sirwa Farik             | Irak                    |
| 2019 | Rand Mohamad Deeb       | Syrien                  |
| 2020 | Farhia Abdi             | Somalia                 |
| 2021 | Sara Al Husaini         | Irak                    |
| 2022 | Lama Kourdih            | Syrien                  |